# Gietellini
Gietellini es una tribu de coleópteros polífagos de la familia Melyridae. Comprende un solo género: Gietella Constantin & Menier, 1987, que recibe su nombre en honor al Grupo de Investigaciones Espeleológicas de Tenerife (GIET), autores del descubrimiento. El género reúne dos especies lavícolas: G. faialensis, conocida del volcán de los Capelinhos en Fayal (Azores), y G. fortunata, que es una especie halófila que vive en las costas de lavas recientes en las islas Canarias, salvo en La Gomera.

## Especies
- Gietella faialensis Menier & Constantin, 1988: habita en Fayal (Azores)
- Gietella fortunata Constantin & Menier, 1987 : habita en Canarias (salvo en La Gomera)